# Mary H. Ellis
Mary H. Ellis é uma sonoplasta estadunidense. Foi indicada ao Oscar de melhor mixagem de som na edição de 2018 pelo trabalho na obra Baby Driver, ao lado de Julian Slater e Tim Cavagin.

## Prêmios e indicações
- Indicada: Oscar de melhor mixagem de som - Baby Driver
- Indicada: BAFTA de melhor mixagem de som - Baby Driver